# 国分胤親
国分 胤親（こくぶん たねちか、正中3年/嘉暦元年（1326年） - 文和4年/正平10年3月22日（1355年5月4日）?）は、日本の室町時代に陸奥国宮城郡にいた武士である。1335年に結城氏から国分氏に養子に入り、1355年に黒川で戦死したというが、実在しない可能性もある。
国分氏は南北朝時代から戦国時代末まで宮城郡南部を領した一族である。胤親の名は、江戸時代に佐久間義和が編纂した「平姓国分氏系図」にのみ現れる。結城親光の二男で、建武2年（1335年）4月に国分胤輔の養子になった。郷六高政の女を妻とし、三人の子を儲けた。9歳で死んだ鶴若丸、相沢通俊の妻になった女、国分氏を継いだ胤経である。文和4年（1355年）3月22日に黒川郡で流れ矢に当たって戦死した。このとき年30というので、逆算すると生年は正中3年、あるいは改元して嘉暦元年（1326年）となる。
ただし、胤親の名は他の史料に見えず、佐久間編の系図は江戸時代に比較的近い時代でも必ずしも信が置けないので、どれだけ事実を伝えるものかは不明である。